# Варади, Липот Арпад
Ли́пот А́рпад Ва́ради (венг. Várady Lipót Árpád; 18 июня 1865, Тимишоара — 18 февраля 1923, Калоча) — католический прелат, епископ Дьёра с 22 апреля 1911 года по 25 мая 1914 год, архиепископ Калочи с 25 мая 1914 года по 18 февраля 1923 год .

## Биография
26 июня 1888 года Липот Арпад Варади был рукоположён в священника.
22 апреля 1911 года Римский папа Пий X назначил Липота Арпада Варади епископом Дьёра. 18 июня 1911 года состоялось рукоположение Липота Арпада Варади в епископа, которое совершил епископ Оради-Маре Миклош Сеченьи де Шальвар-Фельшовидек в сослужении с епископом Кошице Августином Фишер-Кольбри и титулярным епископом Марцианы Эрнестом Кутровацем.
25 мая 1914 года Римский папа Пий X назначил Липота Арпада Варади архиепископом Калочи.
Скончался 18 февраля 1923 года.